# Norra Holmtjärnet
Norra Holmtjärnet är en sjö i Arvika kommun i Värmland och ingår i Göta älvs huvudavrinningsområde.